# Barbu (oiseau)
Pour les articles homonymes, voir Barbu.
Taxons concernés
Dans la famille des Ramphastidae ou Capitonidae
- Les genres
  - Calorhamphus
  - Megalaima
  - Psilopogonmodifier

Barbu est le nom que la nomenclature aviaire en langue française (mise à jour) donne à 26 espèces d'oiseaux qui constituent 3 genres : Calorhamphus, Megalaima et Psilopogon, de la famille des Capitonidae selon HBW et Clements ou de la famille des Ramphastidae selon Howard & Moore et le Congrès ornithologique international. Leur ordre est celui des Piciformes.

## Caractéristiques
Ces oiseaux doivent leur nom aux pinceaux de soies, fines plumes, entourant leur bec et leur menton. Leur tête est grosse, leurs ailes sont courtes pour un corps trapu et des pattes robustes. Ils ont une petite queue, qu'il tiennent souvent un peu redressée. Leur allure rappelle les toucans et, comme eux, ils sont souvent vivement colorés.
On les trouve en Asie, où ils sont principalement frugivores, en Amérique et en Afrique où ils sont plutôt insectivores.

## Listes de barbus

### Les barbus de la CINFO
Selon la Commission internationale des noms français des oiseaux :
- Barbu arlequin – Megalaima mystacophanos
- Barbu bigarré – Megalaima rafflesii
- Barbu à calotte bleue – Megalaima australis
- Barbu de Ceylan – Megalaima malabarica
- Barbu à collier – Psilopogon pyrolophus
- Barbu corbin – Megalaima corvina
- Barbu à couronne rouge – Megalaima rubricapillus
- Barbu élégant – Megalaima pulcherrima
- Barbu de Formose – Megalaima nuchalis
- Barbu de Franklin – Megalaima franklinii
- Barbu forgeron – Megalaima faber
- Barbu à front d'or – Megalaima flavifrons
- Barbu fuligineux – Caloramphus fuliginosus
- Barbu géant – Megalaima virens
- Barbu à gorge bleue – Megalaima asiatica
- Barbu à gorge noire – Megalaima eximia
- Barbu grivelé – Megalaima faiostricta
- Barbu de Hume – Megalaima incognita
- Barbu de Java – Megalaima javensis
- Barbu à joues jaunes – Megalaima chrysopogon
- Barbu malais – Megalaima oorti
- Barbu montagnard – Megalaima monticola
- Barbu à plastron rouge – Megalaima haemacephala
- Barbu rayé – Megalaima lineata
- Barbu souci-col – Megalaima armillaris
- Barbu à sourcils jaunes – Megalaima henricii
- Barbu à tête brune – Megalaima zeylanica
- Barbu à ventre rouge – Megalaima lagrandieri
- Barbu vert – Megalaima viridis